# 팔방치기 (소설)

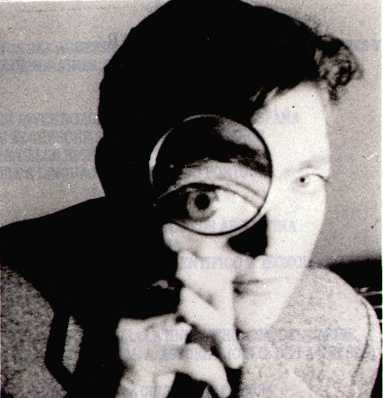
1967년, 훌리오 코르타사르(54세)

《팔방치기》는 아르헨티나 작가 훌리오 코르타사르의 소설이다. 파리에서 집필하여 1963년 6월 28일 출간되었으며, 은 중남미 붐을 이룬 중심 작품 중 하나이다.
이야기는 주인공인 호라시오 올리베이라(Horacio Oliveira)에 의해 기술되며, 독자의 주관성을 문제시하여 복수의 결말을 이끌어 낸다. 이 작품은 기존 소설 양식을 거부한다는 의미에서 반소설(Antinovela)라고 불렸으나, 코르타사르는 기존 소설 양식과 대결한다는 의미에서의 반소설(Contranovela)로 부르기를 선호했다.
소설 전반에 걸쳐 문체는 매우 다양한 양상을 보이며, 아르헨티나 문학에서 초현실주의의 효시 중 하나로 간주된다. 이 작품은 코르타사르 본인에 의하면, '어떤 면에서는 한 생애 전체를 아우르는 경험이며 또한 그것을 글쓰기로 옮기려는 시도'이다.

## 《팔방치기》를 읽는 방법
총 155개의 장으로 구성된 이 책은 다음과 같은 다양한 방식으로 읽을 수 있다.
- 보통의 읽기로 처음부터 끝까지 순차적으로 읽는다.
- 코르타사르가 제안한 '전통적' 독서로, 1장에서 56장까지 순차적으로 읽고 나머지는 생략한다.
- '독자가 원하는 순서'를 따라 읽는다. 이 방식을 코르타사르는 이후 자신의 소설 사랑의 62가지 유형에서 더욱 깊이 탐구한다..
- 순서표(책의 시작 부분에 있음)에 저자가 설정한 차례에 의거하여, 장을 이리저리 건너 뛰며 기존의 독서와는 완전히 다른 방식을 제안한다.

### 순서표
순서표는 팔방치기의 첫 지면을 장식하고 있으며, 여기에서 저자는 두 가지 독서 방식을 제안한다. 첫 번째는 (1장부터 시작하여 2장, 3장 이어나가는) 현재 형태로 56장까지 읽어나가는 방식이다. 두번째로는 73장에서 시작하여 다음 코르타사르가 제안한 순서에 따라 읽어나가는 방식이다. 
1) 73
2) 1
3) 2
4) 116
5) 3
6) 84
7) 4
8) 71
9) 5
10) 81
11) 74
12) 6
13) 7
14) 8
15) 93
16) 68
17) 9
18) 104
19) 10
20) 65
21) 11
22) 136
23) 12
24) 106
25) 13
26) 115
27) 14
28) 114
29) 117
30) 15
31) 120
32) 16
33) 137
34) 17
35) 97
36) 18
37) 153
38) 19
39) 90
40) 20
41) 126
42) 21
43) 79
44) 22
45) 62
46) 23
47) 124
48) 128
49) 24
50) 134
51) 25
52) 141
53) 60
54) 26
55) 109
56) 27
57) 28
58) 130
59) 151
60) 152
61) 143
62) 100
63) 76
64) 101
65) 144
66) 92
67) 103
68) 108
69) 64
70) 155
71) 123
72) 145
73) 122
74) 112
75) 154
76) 85
77) 150
78) 95
79) 146
80) 29
81) 107
82) 113
83) 30
84) 57
85) 70
86) 147
87) 31
88) 32
89) 132
90) 61
91) 33
92) 67
93) 83
94) 142
95) 34
96) 87
97) 105
98) 96
99) 94
100) 91
101) 82
102) 99
103) 35
104) 121
105) 36
106) 37
107) 98
108) 38
109) 39
110) 86
111) 78
112) 40
113) 59
114) 41
115) 148
116) 42
117) 75
118) 43
119) 125
120) 44
121) 102
122) 45
123) 80
124) 46
125) 47
126) 110
127) 48
128) 111
129) 49
130) 118
131) 50
132) 119
133) 51
134) 69
135) 52
136) 89
137) 53
138) 66
139) 149
140) 54
141) 129
142) 139
143) 133
144) 140
145) 138
146) 127
147) 56
148) 135
149) 63
150) 88
151) 72
152) 77
153) 131
154) 58
155) 131
1. ↑  “Documentos RNE - Julio Cortázar. 50 años de "Rayuela" - 22/06/13, Documentos RNE - RTVE.es A la Carta”. 《RTVE.es》. 22 de junio de 2013. 28 de junio de 2016에 확인함.